# Monte Boussuivre
Il mont Boussuivre (1.004 m s.l.m. è una montagna della Francia.

## Toponimia
Il luogo viene menzionato a partire dal 1239 nel cartulario Lionese sotto il nome di Dalmatus de Beaucero. Nel XIV secolo il nome diventa Buessuevre in seguito Boussièvre ed infine Boussuivre, dando di conseguenza il suo nome al Boussuivre che nasce sul monte per poi defluire in una vallata che incassa il versante del Rodano per infine sfociare nella Turdine a Tarare. Il cantiere del collegamento autostradale A89 Balbigny/La Tour de Salvagny imbocca questa stessa vallata. 

## Geografia
La montagna è situata nel comune di Violay. La sua vetta, che si trova a 1 004 metri di altitudine, è ricoperta da una piccola radura. La sua cima, sulla quale sorge la Tour Matagrin, grazie al suo notevole isolamento topografico offre un ampio panorama.

### Flora e fauna
I dintorni immediati della vetta sono ricoperti di latifoglie e di conifere. Si contano tra le specie più diffuse : 
- abete di Douglas (Pseudotsuga) ;
- abete rosso (Picea abies) ;
- larice Europeo (Larix decidua) ;
- faggio europeo (Fagus sylvatica).

## Storia

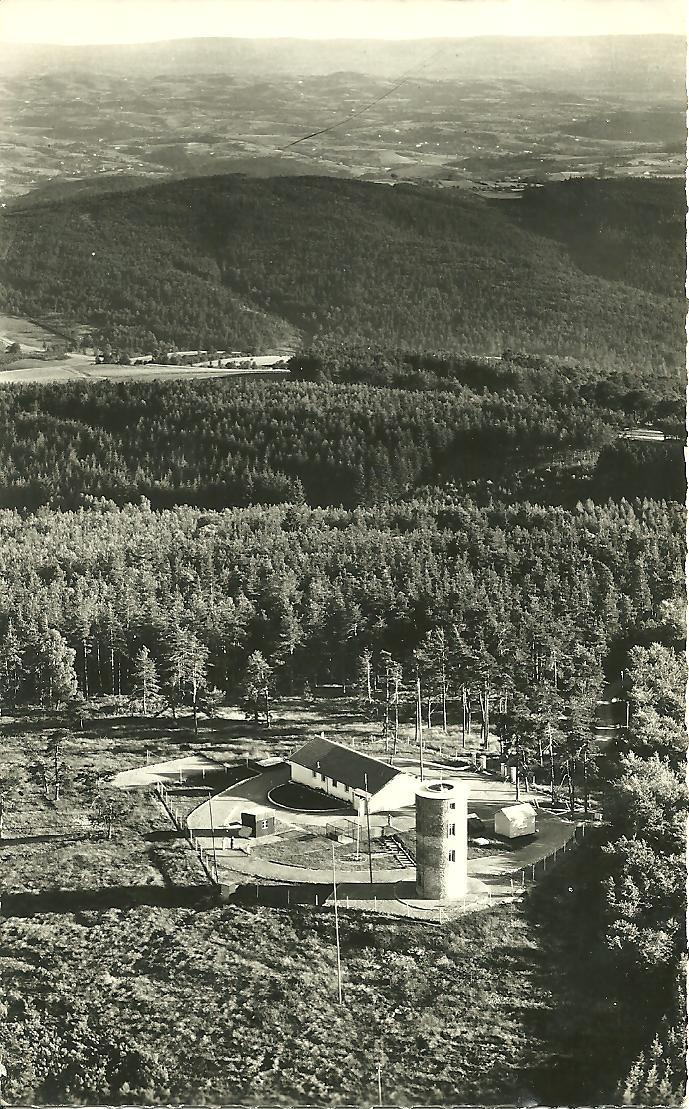
Vista aerea della vetta del monte Boussuivre con la base militare prima della costruzione del ripetitore radio

Il luogo è stato uno dei punti di triangolazione della Francia. Un ripetitore in pietra, dell'epoca napoleonica, inserito nel muro di mattoni della torre Matagrin è il testimone di questo passato. 
La torre Matagrin è un edificio circolare in pietra del 1876. In passato era un capanno per la caccia costruito con lo scopo di essere utilizzato da un notaio, il signor Matagrin, allora proprietario dei terreni circostanti. L'edificio era inizialmente provvisto di un tetto conico ricoperto di ardesia che è andato disperso durante la Liberazione. 
Successivamente, vi fu installata una base militare delle forze aeree e il luogo serviva da riparo per l'aviazione civile e militare. Nel 2007, il municipio ha sottoposto il progetto di tre architetti alla popolazione, con il fine di scegliere il modo di ristrutturazione dell'edificio comprendendo in particolare la realizzazione di un tetto come sul piano originario. Il 6 aprile del 2012, un nuovo tetto è stato issato sulla parte superiore della torre e la Torre Matagrin ha ripreso il suo aspetto originale. 
Una seconda torre, più alta, è stata costruita in prossimità della Torre Matagrin. Si tratta di un ripetitore radio di telecomunicazioni. È questo secondo punto di riferimento, visibile a decine di chilometri di distanza, che permette di collocare precisamente Violay.

## Panorama
Una carta topografica a 360ª posizionata in cima alla vetta della torre Matagrin permette di osservare chiaramente, con il bel tempo, il monte Bianco e tutta la catena delle Alpi che emergono dalla nebbia ad est. Il panorama comprende, al primo posto, la pianura di Lione, il Roanne, il Tarare e il Beaujolais, le Alpi dopo il massiccio del monte Bianco fino al massiccio degli Écrins e il Bugey. A sud appaiono le creste del Pilat, il Mézenc, i monti di Forez e i Monti della Madeleine.